# Dérive (Kulturtechnik)
Die Dérive ist eine Art des Umherirrens bzw. Umherschweifens an einem Ort, um ihn zu entdecken, verstanden als Netzwerk von Erfahrungen und Erlebnissen. Es handelt sich um einen philosophisch-kulturwissenschaftlichen und psychologischen Ansatz, bei dem man sich durch die verschiedenen Stimmungen eines Raums (einer Stadt, eines Viertels) führen lässt. Die subjektiven Eindrücke und Effekte sind dabei maßgeblich.

## Beschreibung des Dérive
Die "Dérive" wurde 1956 vom Situationisten Guy Debord definiert. Der Dichter und Schriftsteller nutzte diese Idee in seinem Text "La théorie de la dérive" (Die Theorie der Dérive), um seine Leser dazu zu bringen, die Art und Weise, wie sie den städtischen Raum leben, neu zu überdenken. Anstatt in ihrer täglichen Routine gefangen zu bleiben und jeden Tag dieselbe Strecke ohne Beachtung ihrer vitalen Umgebung zurückzulegen, fordert die Dérive die Stadtbewohner auf, ihren Emotionen zu folgen und städtische Situationen aus einem radikal neuen Blickwinkel zu betrachten.

„Ein oder mehrere Personen, die sich der Dérive hingeben, verzichten für eine längere oder kürzere Zeit auf die Gründe, sich zu bewegen und zu handeln, die sie normalerweise kennen, auf die Beziehungen, Arbeiten und Freizeitaktivitäten, die ihnen eigen sind, um sich den Einflüssen des Geländes und der Begegnungen hinzugeben, die damit einhergehen.“

Dies führt dazu, dass die Befürworter dieser Haltung behaupten, dass die meisten westlichen Städte unangenehm zu leben sind, weil sie ohne jegliche Beachtung ihres emotionalen Einflusses auf ihre Bewohner entworfen wurden oder sogar speziell zur psychologischen Kontrolle durch ihre Struktur gedacht waren. Die Dérive ist daher die praktische Grundlage für eine Reflexion über den Städtebau.

## Geschichte und Hintergrund
Die städtische Dérive entwickelte sich im Laufe des 20. Jahrhunderts und wurde von mehreren intellektuellen und städtebaulichen Bewegungen übernommen und angepasst. Der Begriff hat  seine Ursprünge im "Flaneur" des 19. Jahrhunderts in Paris und in der Poesie von Baudelaire. Ein Flaneur, der die Auswirkungen der städtischen Veränderungen auf das Individuum infolge der Industrialisierung in einer Zeit beschleunigter gesellschaftlicher Veränderungen feststellt. Die Figur des Flaneurs beobachtet die Einflüsse zwischen Städtebau, städtischem Leben und Industrialisierung. Flanieren ist keine reaktive Praxis im Gegensatz zur Dérive. Es handelt sich um eine kulturelle Praxis und einen Lebensstil der Beobachtung, der zur Nostalgie des "früher war alles besser" führt.
Eine Übergangsphase erfolgte mit avantgardistischen Bewegungen. Zunächst mit den italienischen Futuristen zwischen 1909 und 1920. Zu dieser Zeit verändern und modernisieren zahlreiche Innovationen das alltägliche Leben und verändern die Wahrnehmung von Zeit und Raum. Die Futuristen betrachten diese Entwicklung als positive Dynamik, die sie in den Lebensrhythmus integrieren wollen. Dies ist der Beginn des aktiven Charakters, der der einfachen Beobachtung der städtischen Umgebung folgt, beispielsweise indem Kunst in diesen Ansatz integriert wird. Die Dada-Bewegung in Paris steht für die Rückkehr der Figur des Flaneurs. Die Dadaisten organisieren eine Dérive, die sich als wenig überzeugend erweist, insbesondere weil die Praxis nicht gut zu ihren Ansätzen passt. Dies trägt jedoch zur Weiterentwicklung der Figur des Flaneurs bei, ebenso wie die Erfahrungen der Surrealisten, die darauf abzielen, das Unterbewusstsein zu erforschen. Diese verschiedenen Strömungen bleiben der Figur des baudelairischen Flaneurs näher als der Dérive des 20. Jahrhunderts, denn auch wenn sie in einer aktiven Praxis auf Emotionen zurückgreifen, bleiben diese Projekte im kulturellen Bereich verwurzelt.

## Dérive im 20. Jahrhundert bei den Situationisten
Der wichtigste Wendepunkt kommt in den 1950er Jahren mit der Internationale lettriste und den Situationisten. Das intellektuelle Projekt der Situationisten besteht nicht nur darin, Kunst in den Alltag zu integrieren, sondern auch ein städtebauliches und architektonisches Projekt zu integrieren. Der Raum als Träger kapitalistischer und kommunistischer Doktrinen wird auf mehreren Ebenen als Hindernis für den Einzelnen betrachtet. Aus diesem Grund schlägt die Strömung eine neue einheitliche Form des Städtebaus vor, deren Hauptkomponenten Psychogeographie und Dérive sind, Konzepte, die den Einzelnen in den Mittelpunkt stellen. Die Situationisten trugen dazu bei, Methoden und Ambitionen neu zu definieren und entwickeln die erste Definition der städtischen Dérive, wie sie noch heute verstanden wird. Guy Debord veröffentlichte 1956 eine Theorie der Dérive, in der er sich unter anderem mit den Zielen und Herausforderungen der Praxis befasst.
Debord erklärt in seiner Theorie, wie die Psychogeographie als Hauptlesezeichen in das Konzept der Dérive integriert wird. Die Psychogeographie ist "die Studie der genauen Gesetze und präzisen Auswirkungen der geographischen Umgebung, bewusst gestaltet oder nicht, die direkt auf das affektive Verhalten von Individuen wirken", und sie trägt dazu bei, zu verstehen, wie der Einzelne durch die Umgebung beeinflusst werden kann, mit der er interagiert. Die städtische Dérive, gesehen durch das Prisma der Psychogeographie, ist ein Ansatz, der es dem Einzelnen ermöglicht, die Organisation eines Raumes durch seine eigene Erfahrung zu verstehen. Die Krise innerhalb der Situationisten-Bewegung in den 1960er Jahren führte Anfang der 1970er Jahre zum Ende der Bewegung. Die Situationisten-Bewegung, obwohl sie nur kurze Zeit andauerte, führte zu einer Wiederaneignung der Stadt und einer "Infragestellung des Sinns von öffentlichem und privatem Raum unter dem Kapitalismus".

## Methodik
Die Methodologie der Erfahrung der Dérive kann angepasst und wurde angepasst. In seiner Theorie der Dérive gibt Guy Debord jedoch einige Informationen über ihre technischen Merkmale.
- Die optimale Anzahl von Teilnehmern an einer Dérive wäre zwei bis drei Personen, damit die aus den Eindrücken jedes Einzelnen gezogenen Schlussfolgerungen objektiver sind.
- Die durchschnittliche Dauer einer Dérive kann bis zu einem Tag betragen, aber in der Regel dauert sie nur wenige Stunden. Manchmal dauert sie jedoch mehrere Tage.
- Der in einer Dérive erlebte Raum kann je nachdem, ob es sich um eine Feldstudie oder eine Analyse individueller Reaktionen handelt, präzise oder ungenau sein. Die Dérive kann also innerhalb eines Viertels oder einer großen Stadt oder in einem weniger klar definierten Raum durchgeführt werden.

Die situationistische Dérive übernimmt den spielerischen Charakter der von den Dadaisten vorgeschlagenen Dérive, aber Debord, basierend auf den Studien von Paul-Henry Chombart de Lauwe, betrachtet den Platz des Zufalls mit Vorsicht. Dies liegt daran, dass die Gewohnheit des täglichen Lebens berücksichtigt werden muss.
Lucius Burckhardts Konzept der Promenadologie ist mit der Dérive verwandt. Auch Henry Lefebvre Recht auf Stadt ist teilweise inspiriert vom situationistischen Versuch, sich die Städte wieder anzueignen.

## Trivia
Die Zeitschrift dérive aus Österreich ist nach dem Konzept benannt.